# Чемпионат России по кёрлингу среди женщин 2014
22-й чемпионат России по кёрлингу среди женских команд всех лиг проходил с 7 по 13 апреля 2014 года в кёрлинг-центре «Ледяной куб» города Сочи. Чемпионский титул выиграла 1-я сборная Москвы.

## Регламент турнира
В высшей лиге «А» принимали участие 8 команд, 4 из которых представляли московский клуб «Москвич» (три сборные Москвы и СДЮСШОР-«Москвич»-1), две санкт-петербургский клуб «Адамант» («Адамант»-1 и «Адамант»-2), команда из Калининграда («Альбатрос») и ещё одна команда из Санкт-Петербурга (ШВСМ-ЗВС-СКА). Соревнования проводились в два круга. Места распределялись по общему количеству побед. В случае равенства этого у двух и более команд показателя приоритет отдавался преимуществу в личных встречах соперников. В случае равенства побед между командами, претендующими на чемпионство, между ними проводится дополнительный матч (матчи) за 1-е место.
Команда, занявшая в чемпионате последнее место, покидает высшую лигу «А». В переходных матчах за право играть в следующем сезоне в ведущем дивизионе встречаются 7-я команда высшей лиги «А» и 2-я высшей лиги «Б».
Все матчи чемпионата во всех дивизионах проводились в кёрлинг-центре «Ледяной куб» города Сочи.

## Высшая лига «А»
| М | Команда                      | 1        | 2        | 3         | 4        | 5       | 6        | 7        | 8         | И  | В  | П  |
| - | ---------------------------- | -------- | -------- | --------- | -------- | ------- | -------- | -------- | --------- | -- | -- | -- |
| 1 | Москва-1                     |          | 7:2 7:6  | 3:10 4:6  | 10:6 7:1 | 4:3 9:6 | 8:4 8:6  | 8:3 7:10 | 15:3 9:3  | 14 | 11 | 3  |
| 2 | «Альбатрос» Калининград      | 2:7 6:7  |          | 6:5 9:7   | 6:9 3:4  | 6:5 4:3 | 9:4 7:4  | 8:7 9:8  | 5:4 11:5  | 14 | 10 | 4  |
| 3 | Москва-2                     | 10:3 6:4 | 5:6 7:9  |           | 1:9 9:7  | 4:6 8:5 | 4:7 7:4  | 8:4 12:3 | 11:5 11:2 | 14 | 9  | 5  |
| 4 | «Адамант»-2 Санкт-Петербург  | 6:10 1:7 | 9:6 4:3  | 9:1 7:9   |          | 9:5 4:6 | 2:6 6:4  | 6:7 8:4  | 12:5 9:1  | 14 | 8  | 6  |
| 5 | «Адамант»-1 Санкт-Петербург  | 3:4 6:9  | 8:6 3:4  | 6:4 5:8   | 5:9 6:4  |         | 9:3 5:6  | 9:3 6:4  | 7:3 4:8   | 14 | 6  | 8  |
| 6 | СШОР-«Москвич»-1 Москва      | 4:8 6:8  | 4:9 4:7  | 7:4 4:7   | 6:2 4:6  | 3:9 6:5 |          | 10:2 7:9 | 9:2 9:4   | 14 | 6  | 8  |
| 7 | Москва-3                     | 3:8 10:7 | 7:8 8:9  | 4:8 3:12  | 7:6 4:8  | 3:9 4:6 | 2:10 9:7 |          | 7:4 12:2  | 14 | 5  | 9  |
| 8 | ШВСМ-ЗВС-СКА Санкт-Петербург | 3:15 3:9 | 4:5 5:11 | 5:11 2:11 | 5:12 1:9 | 3:7 8:4 | 2:9 4:9  | 4:7 2:12 |           | 14 | 1  | 13 |

Команда ШВСМ-ЗВС-СКА выбыла в высшую лигу «Б». 3-я сборная Москвы проведёт переходные матчи за право выступления в высшей лиге «А» следующего сезона со 2-й командой высшей лиги «Б». 

### Призёры
Москва-1: Анна Сидорова, Нкеирука Езех, Ольга Зябликова, Александра Саитова, Анастасия Бегинина. Тренер — Ольга Андрианова.
  «Альбатрос» (Калининград): Ольга Жаркова, Алиса Мирошниченко (Трегуб), Юлия Гузиёва, Екатерина Шарапова, Юлия Портунова. Тренер — Сергей Беланов.
  Москва-2: Людмила Прививкова, Екатерина Галкина, Маргарита Фомина, Екатерина Антонова, Валерия Шелкова. Тренер — Ольга Андрианова.

## Высшая лига «Б»
Соревнования в высшей лиге «Б» состояли из однокругового турнира. Участниками стали «Юность-Метар» (Челябинск) (8-я команда высшей лиги «А» 2013 года), УОР-2 (Санкт-Петербург) (2-я команда высшей лиги «Б» 2013 года) и 6 команд по итогам турнира первой лиги 2014.
| М   | Команда                        | И | В | П |
| --- | ------------------------------ | - | - | - |
| 1   | СШОР-«Москвич»-2 (Москва)      | 7 | 5 | 2 |
| 2-3 | Москва-4                       | 7 | 4 | 3 |
| 2-3 | Московская область-2 (Дмитров) | 7 | 4 | 3 |
| 4   | Московская область-1 (Дмитров) | 7 | 4 | 3 |
| 5   | «Воробьёвы Горы» (Москва)      | 7 | 4 | 3 |
| 6   | УОР-2 (Санкт-Петербург)        | 7 | 4 | 3 |
| 7   | «Юность-Метар» (Челябинск)     | 7 | 3 | 4 |
| 8   | «Адамант»-3 (Санкт-Петербург)  | 7 | 0 | 7 |

Сборная Москвы-4 в тай-брейке за право выступления в стыковом матче против предпоследней команды высшей лиги «А» обыграла сборную Московской области-2.   
Команда СШОР-«Москвич»-2 выиграла путёвку в высшую лигу «А» 2015. Сборная Москвы-4 выиграла в стыковом матче у сборной Москвы-3 и также завоевала путёвку в высшую лигу «А» следующего сезона.

## Первая лига
В турнире 1-й лиги принимали участие 8 команд, разделённые на две группы. В группах команды провели однокруговые турниры, по результатам которых по три лучшие команды из групп вышли в высшую лигу «Б» 2014.
| Группа «А» | Группа «А»                     | Группа «А» | Группа «А» | Группа «А» |
| М          |                                | И          | В          | П          |
| ---------- | ------------------------------ | ---------- | ---------- | ---------- |
| 1          | Москва-4                       | 3          | 3          | 0          |
| 2          | Московская область-1 (Дмитров) | 3          | 2          | 1          |
| 3          | «Адамант»-3 (Санкт-Петербург)  | 3          | 1          | 2          |
| 4          | «Татарстан» (Казань)           | 3          | 0          | 3          |

| Группа «Б» | Группа «Б»                     | Группа «Б» | Группа «Б» | Группа «Б» |
| М          |                                | И          | В          | П          |
| ---------- | ------------------------------ | ---------- | ---------- | ---------- |
| 1          | «Воробьёвы Горы» (Москва)      | 3          | 3          | 0          |
| 2          | Московская область-2 (Дмитров) | 3          | 2          | 1          |
| 3          | СШОР-«Москвич»-2 (Москва)      | 3          | 1          | 2          |
| 4          | Красноярский край              | 3          | 0          | 3          |